# Betty Crosby Mensah
Betty Krosbi Nana Efua Mensah, được biết đến với cái tên Betty Crosby Mensah, (sinh ngày 29 tháng 8 năm 1980) là một chính trị gia Ghana và là thành viên của Nghị viện cho khu vực bầu cử Afram Plains North ở khu vực phía đông Ghana. Cô là thành viên của Đại hội Dân chủ Quốc gia.

## Tuổi thơ và giáo dục
Mensah sinh ngày 29 tháng 8 năm 1980 tại Donkorkrom, Khu vực phía Đông. Cô có bằng cử nhân Quản trị kinh doanh của Đại học Zenith. Và bằng Cao đẳng Quốc gia (HND) về Kế toán của Đại học Kỹ thuật Koforidua.

## Chính trị
Trong cuộc tổng tuyển cử năm 2016 của Ghana cho ghế Nghị viện của vùng đồng bằng Afram, bà Mensah đã rút tổng số phiếu bầu là 18121 trong số 23606 phiếu bầu chiếm 78,44% để đánh bại Isaac Ofori-Koree của Đảng Yêu nước mới, Cornelius Agbeku của Quốc gia Đảng Dân chủ và Micheal Ampontia của Đảng Nhân dân Công ước để giành ghế trong Quốc hội thứ 7 của Cộng hòa thứ tư Ghana.

## Sự nghiệp
Trước khi trở thành Thành viên của Quốc hội, BàMensah là Giám đốc điều hành của BestPat Ghana Limited từ năm 2013 đến năm 2016. Bà cũng từng là Phó điều phối viên thứ hai cho Việc làm Thanh niên Quốc gia từ năm 2009 đến 2013. Bà Mensah là cũng là Điều phối viên về Giới và Phát triển của Liên minh Tín dụng Hợp tác Ghana từ 2003 đến 2005.

## Cuộc sống cá nhân
Mensah là người theo đạo Thiên chúa và đã ly dị với một đứa con.